# عمالقة (أساطير يونانية)

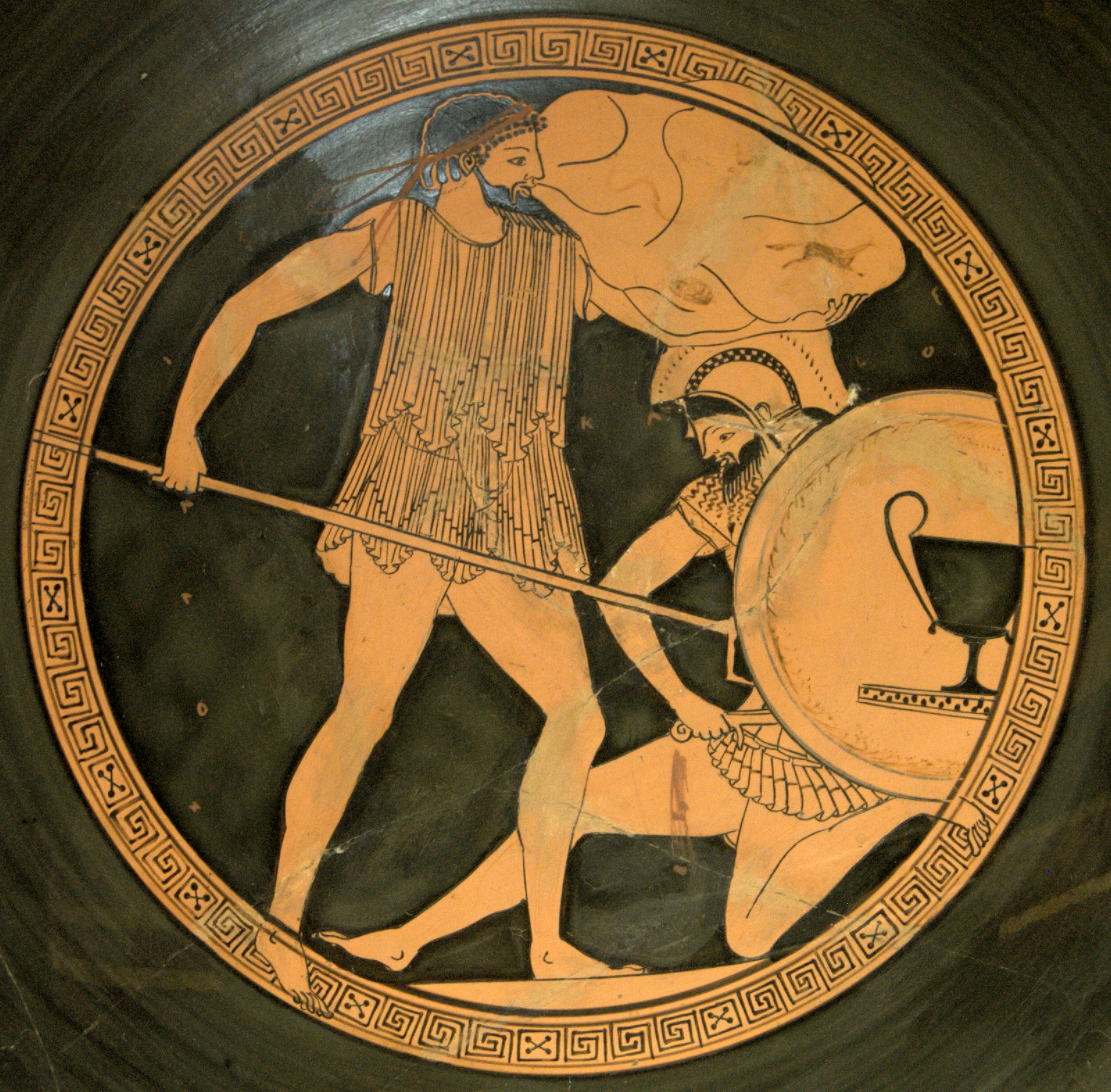
بوسيدون (يسارًا) يحمل رمح متعدد الرؤوس، مع الجزيرة نيسيروس على كتفه، يقاتل عملاق (ربما يكون بلوبيتاس)، كوب من حوالي 450 ق.م (ديوان مدليس 573)

في الأساطير اليونانية والرومانية، كان العمالقة، جنساً قوياً وذا عدوانية كبيرة للغاية، جل معاركهم كانت مع الآلهة الأولمبية. وفقاً لـ هسيودوس، كان العمالقة هم نسل غايا (الأرض)، المولود من الدماء التي سقطت عندما تم إسقاط أورانوس (السماء) من قبل ابنه من الجبار كرونوس.

## روابط خارجية
- Gigantes - مشروع Theoi
- Gigantomachy: النحت ومزهرية التمثيل - ويسليان
- وزارة الخزانة: الجانب الشمالي للإفريز (The Gigantomachy - القاعة الخامسة)